# Ranquitte
Ranquitte (Haitianisch-Kreolisch Rankit) ist eine Gemeinde im Département Nord von Haiti.

## Geschichte
Die Ansiedlung Ranquitte geht auf das Jahr 1857 zurück. Das Gebiet wurde von Spaniern, die dort lebten, zunächst Ranch chiquito („kleine Ranch“) genannt.
Während des zweiten Kaiserreichs Haiti gab es in Ranquitte einen Adeligen, Arrieux, Graf von Ranquitte genannt.
Im Juli 1889 verlieh Präsident Florvil Hyppolite dem Ort den Status einer Gemeinde als Dank für die Haltung, die die Einwohner während des Aufstands im Norden eingenommen hatten, als sie sich loyal gegenüber der Regierung in Port-au-Prince zeigten.
In der Amtszeit von Präsident Joseph Davilmar Théodore wurde Ranquitte Schauplatz militärischer Auseinandersetzungen zwischen Regierungstruppen und den aufständischen „Cacos“. Während der amerikanischen Besetzung Haitis kam es im Jahr 1918 zu weiteren schweren Gefechten, nun zwischen US-Marines und den Cacos.

## Lage und Beschreibung
Ranquitte ist eine abgelegene Gemeinde in den nördlichen Bergketten Haitis. Cap-Haïtien an der Küste, Hinche im Zentrum und Ouanaminthe an der Grenze zur Dominikanischen Republik sind jeweils nur rund 50 Kilometer entfernt, mangels geeigneter Straßen braucht es jedoch stets eine anstrengende Tagesreise, um eines dieser Ziele zu erreichen. Entsprechend selten sind Besucher, die den Weg nach Ranquitte finden.
Neben dem Ortszentrum Ville de Ranquitte bestehen drei Gemeindebezirke:
1. Bac à Soude mit Bas Pinal, Bassingale, Bouqui, Brissète, Caraque, Lan Pierrette, Mare Rouge, Nan Roi, Pacassa, Palmarie, Savane Coq und Savane,
2. Bois de Lance mit Bénéfice, Carrefour, Désolé, Domaille, Etienne, Flamin, Garde Myram, Haut Pinal, Lan Congé, La Rose Grande, Madame de Borne, Montery, Moussambe, Sidor, Source Arrosée und Tampana sowie
3. Cracaraille mit Blockauss, Callebassier, Dolcé, Gaspard, Mondésir, Nan Tache, Ravine Longue und Savane Madame Georges.

Das Zentrum der Gemeinde Ranquitte liegt nur wenige Kilometer von der Route Nationale RN-3 entfernt.